# University of the People

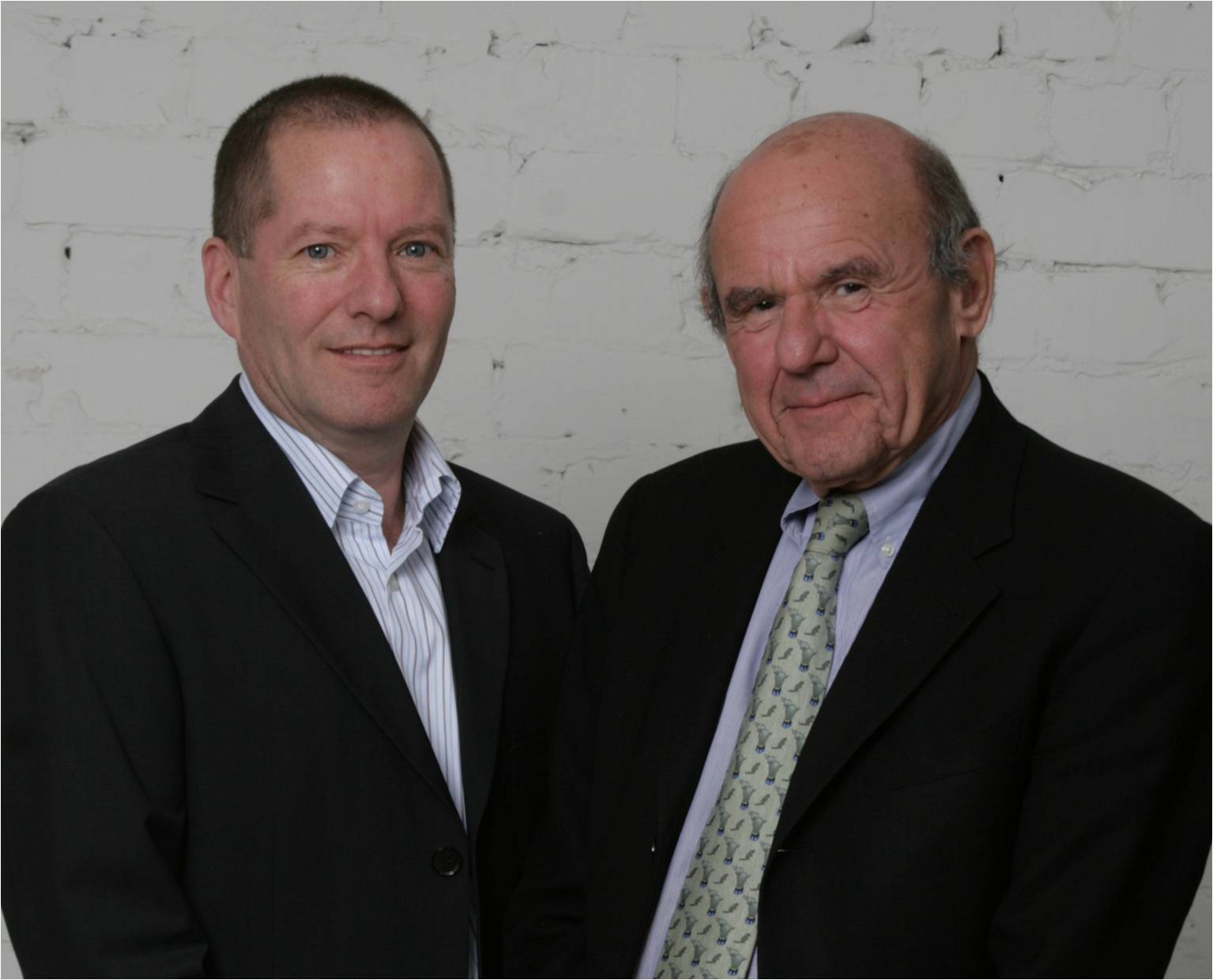
Il presidente di UoPeople Shai Reshef (a sinistra) e il rettore David Cohen

La University of the People (UoPeople) è un'università telematica americana non a scopo di lucro con sede amministrativa in Israele, che offre corsi per lauree di primo e di secondo ciclo. È stata fondata dall'imprenditore israeliano Shai Reshef nel 2009.
La University of the People è proprietaria della University of the People education Ltd, società offshore for-profit con sede a Tel Aviv.

## Accreditamento
La University of the People è accreditata come università telematica negli Stati Uniti  da parte del Distance Education Accrediting Commission (organismo accreditante riconosciuto dal Dipartimento dell'istruzione degli Stati Uniti d'America e dal Council for Higher Education Accreditation) ed è accreditata dall'agenzia regionale WASC . Il Master in Business Administration non dispone di alcun accreditamento di settore.

## Insegnamento e costi
La University of the People non prevede il pagamento della retta (in senso tradizionale), ma gli studenti sono tenuti a pagare dei costi amministrativi per sostenere l'esame di ciascun corso; sono previsti aiuti e borse di studio per chi non può sostenere tali spese.